# Liangping

LageLiangpings in Chongqing

Liangping (chinesisch 梁平区, Pinyin Liángpíng Qū) ist ein Stadtbezirk in der regierungsunmittelbaren Stadt Chongqing in der Volksrepublik China. Er hat eine Fläche von 1.890 km². Der Stadtbezirk Liangping wurde 2016 aus dem vormaligen gleichnamigen Kreis Lianping gebildet.
Bei Volkszählungen in den Jahren 2000 und 2010 wurden in Liangping 850.064 bzw. 687.525 Einwohner gezählt.